# Anton Nokk
 (août 2019).
Anton Nokk, né le 27 octobre 1797 à Schwarzendorf et mort le 22 août 1869 à Karlsruhe, est un enseignant et homme politique badois. Il siège à la Seconde Chambre de la Diète du grand-duché de Bade.

## Biographie
Fils d'un agriculteur et juriste, Nokk étudie la philosophie, la philologie, l'histoire et les mathématiques à partir de 1815 à Fribourg et à Heidelberg. Au cours de ses études, en 1818, il intègre la Vieille société d'étudiants de Fribourg. En 1821, après l'obtention de son diplôme, il commence à enseigner au Gymnasium de Bruchsal, dont il devient directeur en 1838. Durant ses 46 années de carrière, il enseigne surtout les mathématiques. Sur les instances de son ami Johann Baptist Bekk, Nokk devient membre de la Seconde Chambre de la Diète du grand-duché de Bade à Karlsruhe. En 1848, il prend la direction du Lyceum de Fribourg. L'année suivante, il parvient à libérer des étudiants et écoliers détenus dans les casemates de Rastatt après la révolution badoise. En 1857, il est nommé Docteur honoris causa de l'université de Fribourg-en-Brisgau pour ses apports à la recherche sur les mathématiques grecques. Nokk est également conseiller secret de la Cour.
Nokk est l'époux de Margareta Schmidt, originaire de Bruchsal. Ils a deux fils, Wilhelm (de) et Rudolf Nokk (de).